# Ошейниковый пекари
Оше́йниковый пе́кари (лат. Dicotyles tajacu) — парнокопытное млекопитающее, единственный современный вид рода Dicotyles из семейства пекариевых. Слово «пекари» заимствованно из языка бразильских индейцев тупи. Оно переводится на русский как «зверь, проделывающий много дорог в лесу».

## Таксономия
Вид был описан под названием Sus tajacu Карлом Линнеем в 1758 году. Таксономическая история ошейникового пекари весьма запутана. В результате, в современной научной литературе оказалось широко распространено название Pecari tajacu, которое, в частности, используется Красной книгой МСОП. Согласно опубликованному в 2020 году исследованию (Acosta et al., 2020), название Dicotyles tajacu имеет приоритет, поскольку род Dicotyles был выделен раньше Pecari. Ещё одно возможное название, Tayassu tajacu, было отвергнуто в связи с необоснованностью отнесения ошейникового пекари к роду белобородых пекари (Tayassu).
В 2000 году нидерландский учёный Марк ван Русмален заметил в бассейне реки Арипуанан крупных пекари. В 2003 году Русмалену и немецкому режиссёру-естествоиспытателю Лотару Френцу удалось снять группу пекари и собрать материал, который впоследствии стал типовым для нового вида. Вид Pecari maximus был научно описан в 2007 году, но доказательства его видового статуса позже были подвергнуты сомнению, из-за чего в 2008 году Красная книга МСОП присвоила ему охранный статус «Недостаточно данных» (Data Deficient). После обзора 2011 года Красная книга МСОП признала гигантского пекари младшим синонимом ошейникового пекари. Племена тупи называют гигантского пекари «caitetu munde», что в переводе означает «большой пекари, живущий парами».
В 2017 году по ископаемым остаткам из плейстоцена Мексики был описан вид Muknalia minima, в 2020 году признанный младшим синонимом ошейникового пекари.

## Внешний вид
Высота в плечах составляет от 30 до 50 см. Длина тела 80—100 см. Масса 15—25 кг. Ошейниковых пекари довольно часто путают со свиньями из-за внешнего сходства. Шерсть сероватого цвета практически по всему телу, за исключением щёк, где шерсть имеет желтоватый окрас, и беловато-жёлтого воротника, который охватывает гриву, плечи и шею. Половой диморфизм отсутствует. Молодняк имеет желтовато-коричневый окрас и чёрную полосу на спине. У ошейниковых пекари на морде находятся короткие, прямые, острые клыки, которые с каждым движением челюсти способны нанести тяжелые ранения. На крестце расположены особые спинные железы, присущие только этому виду. Из органов чувств наиболее хорошо развиты обоняние и слух, зрение довольно плохое.

## Поведение
Ошейниковые пекари имеют очень тесные социальные отношения. Живут в стадах, которые насчитывают от 5 до 15 животных. Члены стада кормятся и спят вместе. Иногда старые и больные особи могут уходить от остальных, предпочитая умирать в одиночестве. В стаде существует определённая иерархия. Самцы всегда доминируют, положение остальных членов определяется в основном размерами тела. Соотношение полов практически одинаковое. Стада являются постоянными, лишь с небольшими смешениями между соседними группами. Площадь территории, принадлежащая одному стаду, колеблется от 6 до 1 260 гектар. Маркировка территории осуществляется с помощью фекалий и выделений спинных желез. И самцы, и самки очень ревностно защищают свою территорию. Если между пекари завязывается драка, то они начинают кусать друг друга и бить клыками. Два члена одного стада приветствуют друг друга, потираясь от головы до огузка. Образ жизни ошейниковых пекари очень сильно зависит от температуры окружающей среды.

## Питание
Ошейниковые пекари — это травоядные животные, имеющие сложное строение желудка, которое необходимо для переваривания грубой пищи. В южной части ареала пекари питаются разнообразной пищей, включая корни, луковицы, орехи, грибы, иногда могут поедать яйца, падаль, мелких змей и лягушек. В северной части ареала основу питания составляют корни, луковицы, фасоль, орехи, ягоды, различные травы и кактусы. Также могут поедать сельскохозяйственные культуры.

## Размножение
У ошейниковых пекари отсутствует какой-либо определённый сезон размножения. Они могут размножаться круглый год. На спаривание влияет климат, особенно дожди. Детёныши рождаются именно во время дождливого сезона. Доминирующий самец, как правило, спаривается со всеми самками в стаде. Остальные самцы не должны покидать стадо, однако они не имеют права подходить к самкам. Поэтому стада из «холостяков» не образуются.
Беременность продолжается 141—151 день. Рождается от 1 до 3, реже 4 детёныша. Перед родами самка отделяется от стада, иначе новорождённые могут быть съедены остальными пекари. Мать возвращается в стадо спустя 1 день после родов. Лактация длится 2—3 месяца. Половая зрелость наступает в возрасте 11 месяцев у самцов и 8—14 месяцев у самок.
Несмотря на высокую смертность ошейниковых пекари, продолжительность жизни в неволе достигает 24 лет.

## Ареал
Ошейниковые пекари распространены в Нью-Мексико, Техасе, Аризоне в США, на большей части Мексики и Центральной Америки, в бассейне Амазонки, тихоокеанских прибрежных лесах Колумбии, Эквадора и Перу, равнинных лесах Венесуэлы и Гвианы, в Парагвае, Боливии, Бразилии, где ареал становится всё более фрагментированым, и на севере Аргентины.

## Охранный статус

### Отношения с человеком
Ошейниковые пекари способны привыкнуть к жизни в городской среде. На протяжении десятилетий были важным источником экономического дохода из-за своей шкуры и в качестве охотничьих трофеев.

### Численность популяции
Плотность популяции отличается в различных местах и зависит от количества осадков. В юго-восточной части США она составляет 10,9 особей на 1 км², в штате Техас всего 1,1 особей на 1 км², где выпадает 279 мм осадков в год. В Венесуэле плотность составляет 8 особей на 1 км², в Бразилии менее 1 особи на 1 км². В тропическом лесу на острове Барро-Колорадо в Панаме 5 особей на 1 км². В части атлантического леса в Бразилии площадью 2 178 гектар средний размер стада составлял 8,8 особей, средняя плотность — 5,9—6,4 особей/км².

### Угрозы и охрана
Недавние исследования показали, что ошейниковые пекари менее уязвимы, нежели белобородые пекари. Основными угрозами для выживания являются охота ради мяса и разрушение среды обитания. Эти факторы уже привели к расколу популяции на отдельные группы. Являются важным ресурсом для выживания охотников Перуанской Амазонии.
Ошейниковые пекари проживают в большом количестве национальных парков и других охраняемых территорий по всей территории ареала. Большинство из этих территорий являются безопасными, хотя на некоторых из них процветает браконьерство. В 1986 году ошейниковые пекари включены во II приложение СИТЕС. В США допускается охота на пекари за пределами охраняемых территорий по разрешению. В Бразилии существует полный запрет охоты на ошейниковых пекари. Охота ради выживания разрешается в Колумбии и Венесуэле. В Перу разрешается торговать шкурками в ограниченных количествах.

## Галерея
| |  |  |
| Слева направо: 1 — общий вид животного; 2 — самка с детёнышами; 3 — ошейниковый пекари в городских условиях. |  |  |